# Spectroscopie à interférence réflectométrique
 (octobre 2012).
La spectroscopie à interférence réflectométrique (RIfS) est une méthode physique basée sur l’interférence de la lumière blanche sur des couches minces, et est utilisée pour étudier les interactions moléculaires.

## Principe
Le principe élémentaire de mesures est basé sur l’interféromètre de Michelson.

## Réalisation

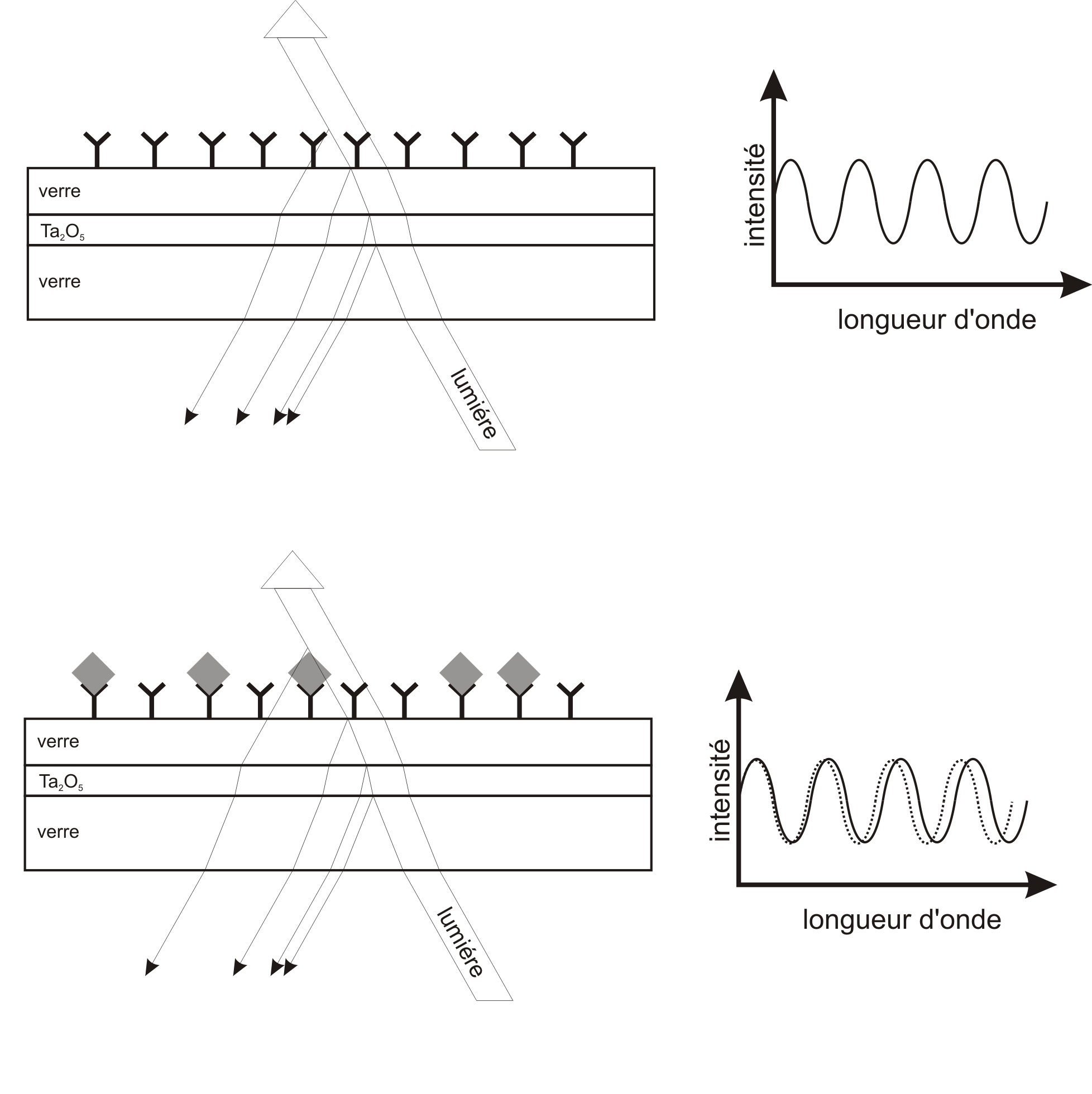
à gauche: diagramme représentant le cheminement des rayons dans le cas d’une réflexion multiple à la frontière des couches
à droite: diagramme du spectre d’interférence correspondant.

La lumière blanche est dirigée verticalement sur un système à couches multiples comprenant une couche de SiO2, une couche de Ta2O5 hautement réfringente et d’une couche additionnelle de SiO2 qui peut être modifiée chimiquement. Les faisceaux partiels sont réfléchis et réfractés (transmis) à chaque limite de couche. Les faisceaux partiels réfléchis définissent un spectre d’interférence, qui peut être mesuré à l’aide d’un spectromètre à diode linéaire.
La couche supérieure de SiO2 peut être chimiquement modifiée de manière à interagir  avec les molécules cibles. Cette interaction induit un changement dans l’épaisseur de la couche physique d et l’indice de réfraction n au sein de cette couche. Le produit de ces deux facteurs correspond à l’épaisseur optique de la couche: n • d.

Un changement dans l’épaisseur optique de la couche induit une modulation du spectre d’interférence. L’observation temporelle de ces modulations permet d’étudier les changements dans les liaisons des molécules cibles.

## Applications

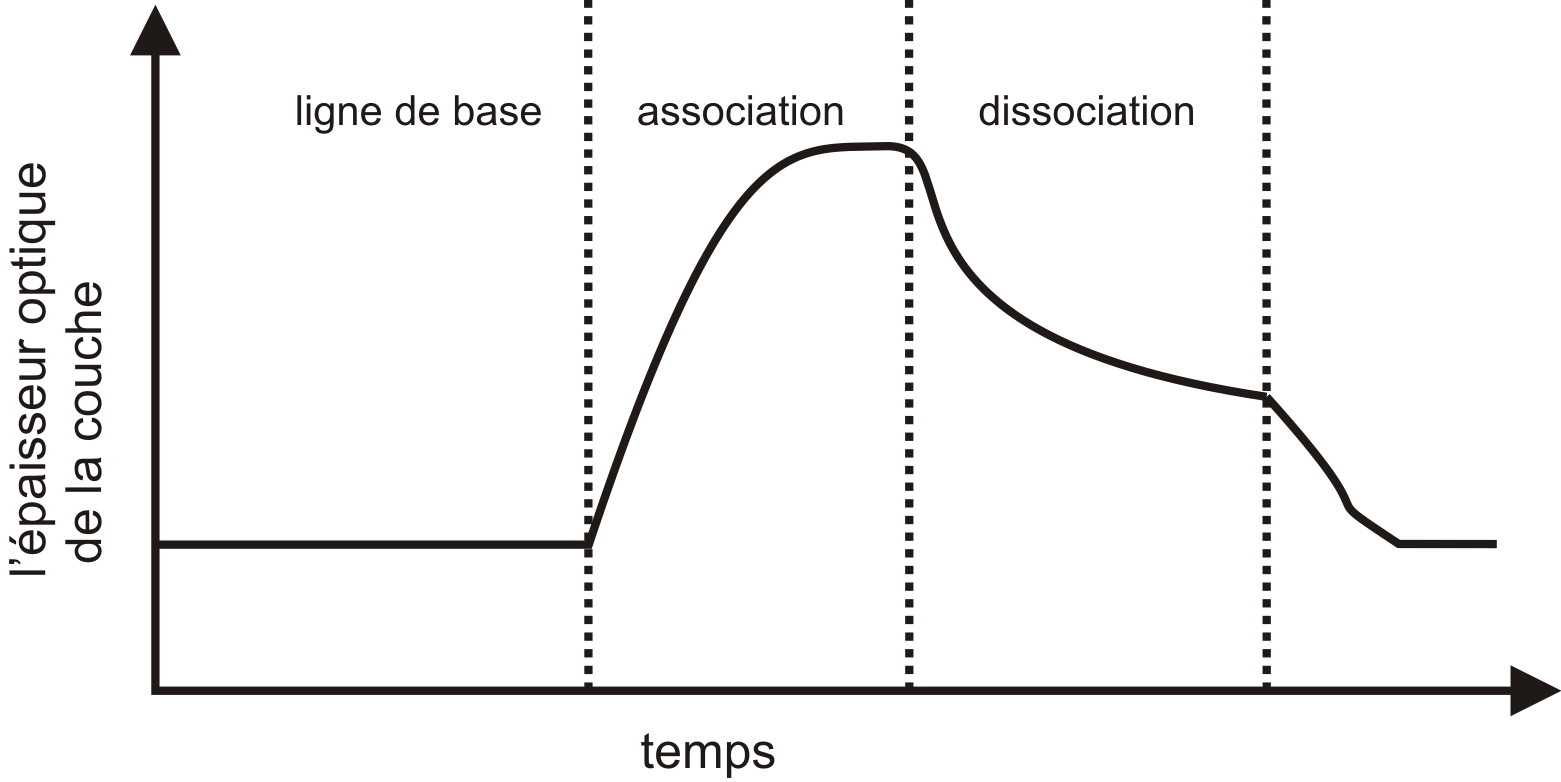
diagramme représentant la courbe d‘interaction

La RIfS est utilisée tout particulièrement en tant que méthode de détection dans les capteurs chimiques et biologiques.
Les capteurs chimiques sont utilisés pour des mesures dans des conditions difficiles ainsi qu’en phase gazeuse. Les couches sensibles sont constituées majoritairement de polymères non sélectifs qui trient les analytes selon leur taille (crible moléculaire via polymères microporeux) ou selon leur polarité (par exemple polydiméthylsiloxanes fonctionnalisés). Dans le cas de mesures non sélectives, un signal total est mesuré, imposant le recours à des analyses de données multi variables comme les réseaux neuronaux pour la quantification. Il est cependant possible d’utiliser des polymères à mesure sélective, les polymères à marquage moléculaire (MIPs), qui fournissent des éléments artificiels de reconnaissance.
Dans le cas des capteurs biologiques, des polymères comme les polyéthylène glycols ou les dextranes sont appliqués aux systèmes à couches multiples  et permettent d’immobiliser des éléments de reconnaissance pour les biomolécules. En principe n’importe quelle molécule peut être utilisée en tant qu’élément de reconnaissance : protéines comme les anticorps, DNA/RNA comme les aptamères, petites molécules organiques comme l’estrone, mais aussi des lipides comme les membranes phospholipidiques.
Cette méthode de détection permet d’observer les interactions entre les liaisons sans avoir recours à des marqueurs fluorescents ou radioactifs, comme avec la SPR.

## Lien
- Barolo.ipc.uni-tuebingen.de

## Littérature
- G. Gauglitz, A. Brecht, G. Kraus and W. Nahm. Sensor. Actuat. B-Chem. 11, 1993
- A. Jung. Anal. Bioanal. Chem. 372 1, 2002
- F. Gesellchen, B. Zimmermann, F. W. Herberg. Methods in Molecular Biology, 2005
- T. Nagel, E. Ehrentreich-Forster, M. Singh, et al. Sensors and Actuators B-Chemical 129 2, 2008
- P. Fechner, F. Pröll, M. Carlquist and G. Proll. Anal. Bioanal. Chem. Nov 1, 2008